# المحايب (العدين)

تعديل مصدري - تعديل

المحايب محلة تابعة لقرية الشراعب، التابعة لعزلة بني هات بمديرية العدين إحدى مديريات محافظة إب في الجمهورية اليمنية، بلغ تعداد سكانها 74 حسب تعداد اليمن لعام 2004.